# Julius Nyerere International Airport
Julius Nyerere International Airport(JNIA) is de luchthaven van Dar es Salaam, de grootste stad in Tanzania. De luchthaven is genoemd naar de eerste Tanzaniaanse president Mwalimu Julius K. Nyerere.

## Geschiedenis
De Duitse overheid bouwde in 1918 de eerste luchthaven in Tanganyika, gelegen in Kurasini, in het District Temeke. Deze werd Mkeja Airport genoemd. Een andere luchthaven die als de Dar es Salaam Airport, Terminal I bekendstond, werd gebouwd in Ukonga. Daarom breidde de regering van Tanzania in 1979 de luchthaven uit met Terminal II. Het werd geopend door Julius Nyerere in oktober 1984. In oktober 2005 werd de Dar es Salaam International Airport (DIA) anders genoemd: Mwalimu Julius Kambarage Nyerere International Airport. Van 1980 tot 2004 gebruikten 9.501.265 passagiers de luchthaven; dat is gemiddeld 2.770 passagiers per dag. In 2004 gebruikten ruim een miljoen passagiers de luchthaven. Op 1 november in 2006 besliste de regering van Tanzania de luchthaven nogmaals anders te noemen, het werd toen Julius Nyerere International Airport.

## Luchtvaartmaatschappijen en Bestemmingen
- Air Tanzania - Arusha, Kilimanjaro, Kigoma, Moroni, Mwanza, Tabora, Zanzibar
- Air Zimbabwe - Harare, Nairobi
- Bold Aviation - Arusha, Kilimanjaro, Zanzibar
- British Airways - Londen-Heathrow
- British Airways (uitgevoerd door Comair) - Johannesburg (seizoensgebonden)
- Coastal Aviation - Zanzibar, Arusha, Selous, Kilwa, Serengeti, Tanga, Mafia, Kigali
- Comores Air Services - Moroni
- Comores Aviation - Anjouan, Moroni
- EgyptAir - Cairo, Lusaka
- Emirates - Dubai
- Ethiopian Airlines - Addis Abeba
- Etihad Airways - Abu Dhabi
- Kenya Airways - Nairobi
- KLM - Amsterdam
- Linhas Aéreas de Moçambique - Maputo, Pemba
- Malawian Airlines - Blantyre, Lilongwe
- Precision Air - Arusha, Johannesburg (vanaf 24 augustus), Kigoma, Kilimanjaro, Mombasa, Moroni (vanaf 17 augustus), Musoma, Mwanza, Nairobi, Shinyanga, Tabora, Zanzibar
- Qatar Airways - Doha
- RwandAir - Kigali
- South African Airways - Johannesburg
- Swiss International Air Lines - Zürich
- Turkish Airlines - Istanboel-Atatürk
- Uganda Airlines - Entebbe
- Zambezi Airlines - Lusaka
- ZanAir (Zanzibar)